# Association médicale missionnaire
Pour les articles homonymes, voir AMM.
L’Association Médicale Missionnaire (AMM) est une association loi de 1901 qui proposait depuis 1946, indépendamment de toute référence religieuse, des formations pour le personnel de santé envisageant de travailler dans les pays en développement, en milieu tropical démuni et avec des moyens rudimentaires. Elle s'est dissoute lors de l'Assemblée générale extraordinaire du 2 juin 2016.

## Historique et actualité
En 1946, de nombreux missionnaires revenaient malades des pays tropicaux et avaient de la peine à trouver des soins appropriés. Les autorités religieuses lyonnaises sous le parrainage des Œuvres pontificales missionnaires, aidées par des personnalités du monde médical ont alors fondé une association loi de 1901 qui acquit une maison et son parc à la Croix-Rousse et en assura la remise en état.
Ainsi est née en 1948 la clinique du Saint-Rédempteur où furent soignés de nombreux missionnaires. Des recherches y furent également menées sur la lèpre en liaison avec l'Université catholique de Lyon. L'établissement était alors la troisième léproserie de France. En même temps, l'Association médicale missionnaire assurait une formation sanitaire à des religieux repartant dans les pays tropicaux.
En 1988, le besoin d'une telle unité de soins étant réduit, l'association a fermé la clinique et recentré son action sur la formation dans le domaine de la santé. Elle a ainsi accueilli plus de 1 600 stagiaires venant de tous horizons, religieux ou laïcs, français ou étrangers, médicaux ou paramédicaux avec la devise « se former ici pour agir là-bas ».
Un contentieux est progressivement apparu entre les méthodes de gestion du bureau de l'association et une grande partie des enseignants. Les très nombreux nouveaux membres recrutés par ce bureau lui ont permis lors de l'Assemblée générale extraordinaire du 2 juin 2016 d'obtenir un vote de dissolution.
Les activités de l'AMM devraient être reprises sous une forme encore non définie par  l'Université catholique de Lyon dans le courant de l'année 2017.

## Ses activités
En milieu tropical démuni, il est nécessaire aux professionnels de santé d’adapter leurs acquis aux conditions d’exercice d’un hôpital ou d’un dispensaire de brousse. Dans ce milieu, compte tenu du contexte environnant, l’infirmière, ou plus généralement l’agent de santé, est amené à tenir un rôle de médecin, établissant des diagnostics et instituant des traitements, ce qu'il ne fait pas dans les milieux hyper-médicalisés des pays développés. Le médecin lui-même doit apprendre à travailler sans le secours des examens radiologiques et autres techniques inexistantes dans ce milieu.
Cette adaptation était le but des formations dispensées à l’AMM par des spécialistes des différentes disciplines ayant une expérience de terrain et qui avaient à cœur de transmettre ce savoir-faire pour utiliser au mieux les moyens disponibles. 
Les formateurs de l'AMM étaient des professionnels, professeurs en médecine, médecins, pharmaciens, biologistes, anthropologues, démographes, spécialiste des droits de l'homme, kinésithérapeutes, sages-femmes, infirmiers, économistes, qui avaient tous travaillé dans des pays tropicaux démunis.

## Les formations dispensées
Ces formations aux missions médicales étaient organisées en modules distincts. Elles recouvraient la pathologie tropicale (soins de proximité), la santé communautaire (médecine préventive), l'hygiène et le diagnostic biologique (laboratoire de brousse).

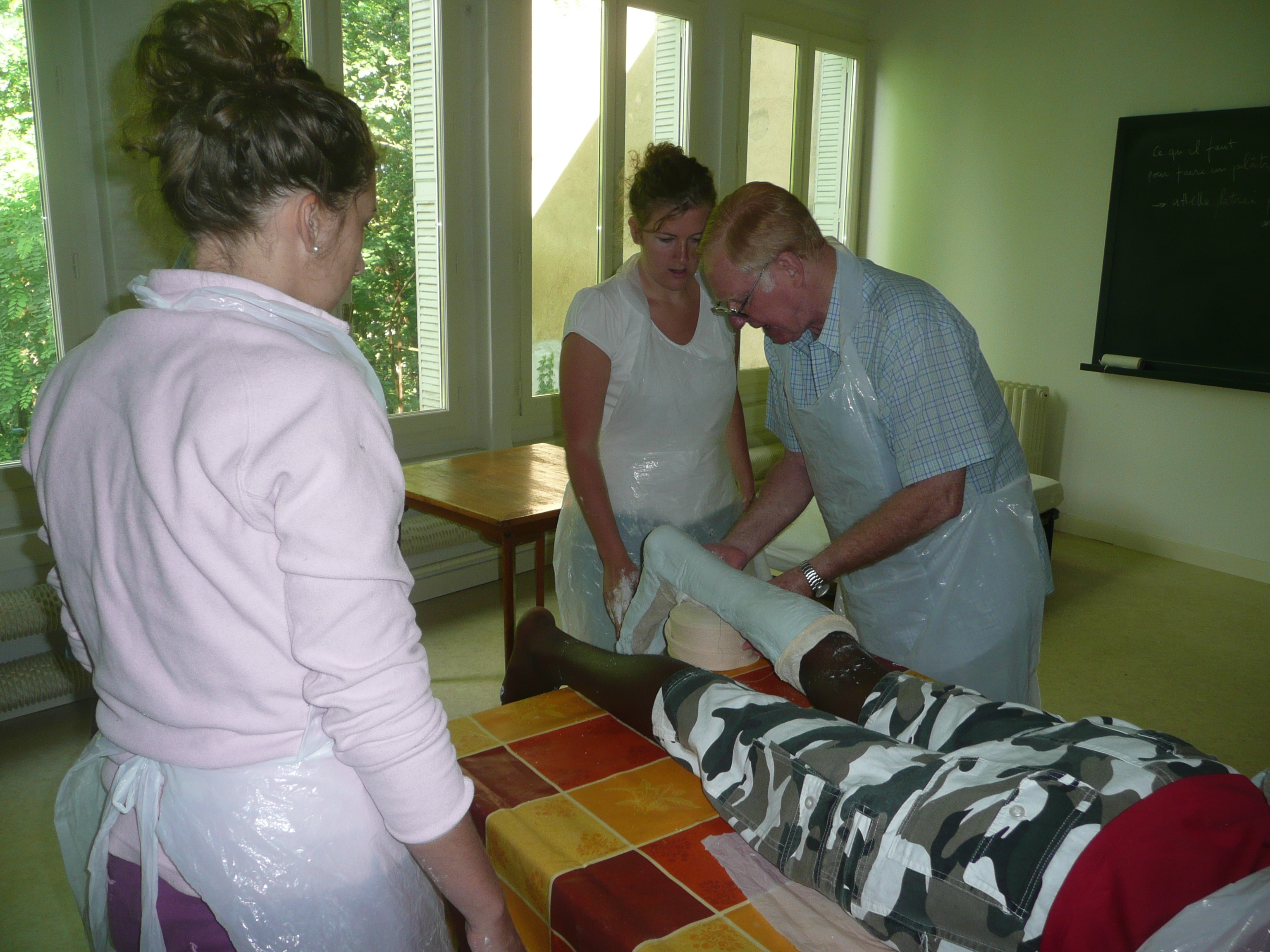
Formation à la confection d'un plâtre

Elles se déroulaient au siège lyonnais de l'association, à plein temps, sous forme de cours théoriques et travaux pratiques obligatoires durant 5 à 12 semaines selon les modules.
Étaient ainsi enseignés :
- le diagnostic et la prise en charge des maladies strictement tropicales ;
- les rudiments d’obstétrique permettant la surveillance des femmes enceintes, la pratique d’un accouchement et le dépistage des principales anomalies qui peuvent se présenter ;
- des notions de petite chirurgie, de contention de fractures et luxations,

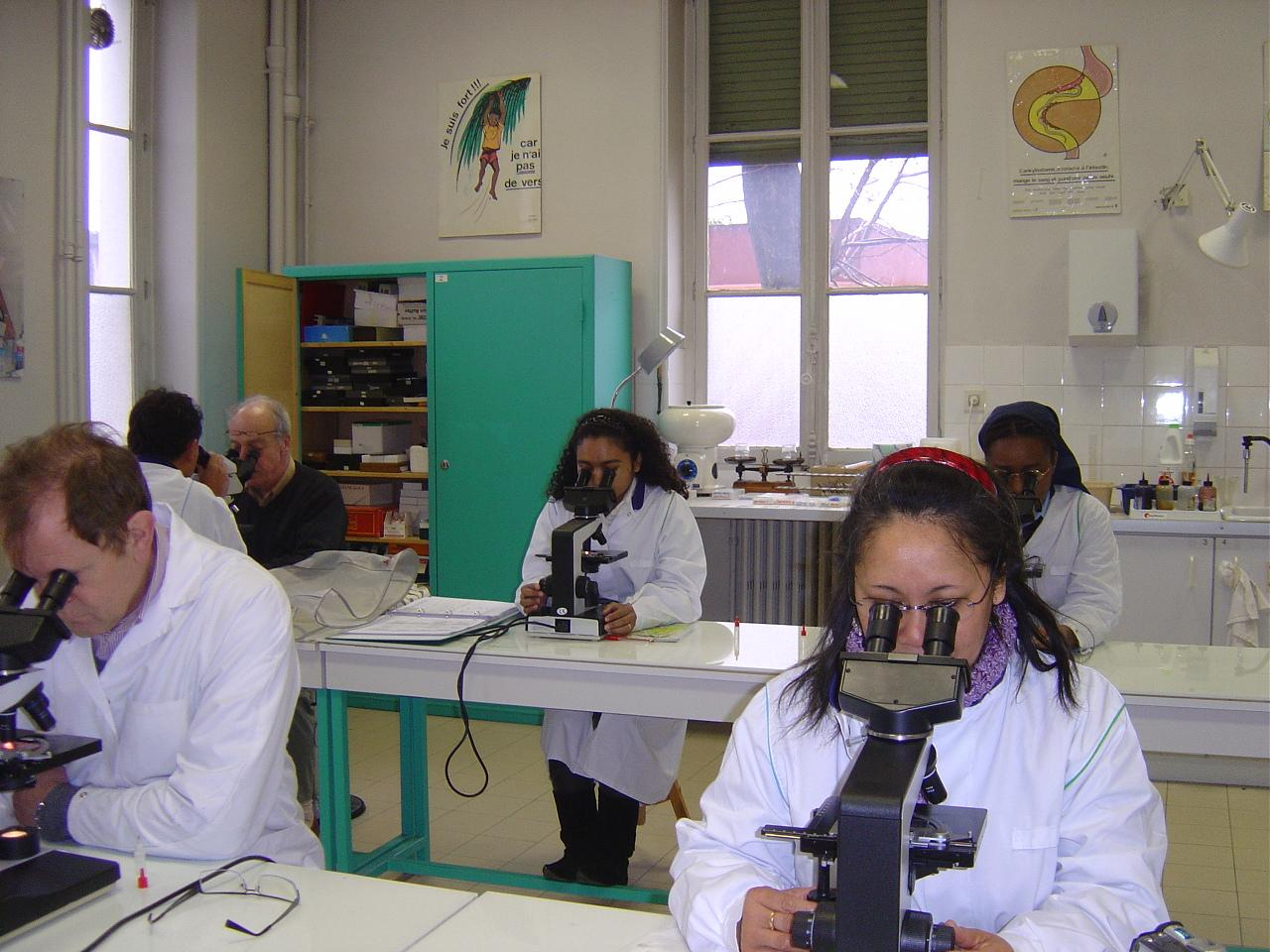
Séance de travaux pratiques

- des notions d’ophtalmologie, d’ORL, de dermatologie…
- la nutrition et la malnutrition, l’hygiène, l’eau, la lutte contre les vecteurs de maladies ;
- les techniques élémentaires pour le laboratoire de brousse.

Ces formations étaient sanctionnées par un examen conduisant à un certificat délivré sous l’autorité de l’Université Catholique de Lyon.

## Devenir des stagiaires
À l'issue de leur formation, les stagiaires trouvaient des postes dans des structures telles des dispensaires de brousse, des centres de santé, des hôpitaux ruraux, des maternités, des centres de renutrition et d'éducation nutritionnelle (CREN) des léproseries...
Ils développaient souvent des projets dans les domaines de l'éducation sanitaire ou de l'assainissement.
Dans la limite de ses moyens et en fonction des projets présentés, l'AMM pouvait les aider financièrement ou par des conseils techniques.
Certains poursuivaient leur activité dans le cadre de missions humanitaires pour différentes organisations telles médecins du monde, médecins sans frontières ou le service de coopération et de développement.